# Discografia de Glenn Medeiros
Esta é uma página da discografia do cantor Glenn Medeiros.

## Álbuns

### Álbuns de estúdio
| Título                             | Detalhes do álbum                                     | Posições na parada | Posições na parada | Posições na parada | Posições na parada | Posições na parada | Posições na parada | Posições na parada |
| Título                             | Detalhes do álbum                                     | CAN                | EUA                | EUA R&B            | GBR                | NLD                | NOR                | SUE                |
| ---------------------------------- | ----------------------------------------------------- | ------------------ | ------------------ | ------------------ | ------------------ | ------------------ | ------------------ | ------------------ |
| Glenn Medeiros                     | - Lançamento: 1987 - Gravadora: Amherst Records       | 43                 | 82                 | —                  | —                  | 23                 | 5                  | 35                 |
| Not Me                             | - Lançamento: 1988 - Gravadora: MCA / Amherst Records | —                  | —                  | —                  | 63                 | 83                 | —                  | —                  |
| Glenn Medeiros                     | - Lançamento: 1990 - Gravadora: MCA / Amherst Records | —                  | —                  | 93                 | —                  | —                  | —                  | —                  |
| The Glenn Medeiros Christmas Album | - Lançamento: 1993 - Gravadora: Amherst Records       | —                  | —                  | —                  | —                  | —                  | —                  | —                  |
| It's Alright to Love               | - Lançamento: 1993 - Gravadora: Amherst Records       | —                  | —                  | —                  | —                  | —                  | —                  | —                  |
| Sweet Island Music                 | - Lançamento: 1995 - Gravadora: Amherst Records       | —                  | —                  | —                  | —                  | —                  | —                  | —                  |
| Captured                           | - Lançamento: 1999 - Gravadora: Amherst Records       | —                  | —                  | —                  | —                  | —                  | —                  | —                  |
| ME                                 | - Lançamento: 2003 - Gravadora: Independente          | —                  | —                  | —                  | —                  | —                  | —                  | —                  |
| With Aloha                         | - Lançamento: 2005 - Gravadora: Independente          | —                  | —                  | —                  | —                  | —                  | —                  | —                  |

## Singles
| Título                                                                                      | Ano  | Posições de pico nas paradas | Posições de pico nas paradas | Posições de pico nas paradas | Posições de pico nas paradas | Posições de pico nas paradas | Posições de pico nas paradas | Posições de pico nas paradas | Posições de pico nas paradas | Posições de pico nas paradas | Posições de pico nas paradas | Posições de pico nas paradas | Certificações        | Álbum                 |
| Título                                                                                      | Ano  | ALE                          | AUT                          | BEL                          | CAN                          | EUA                          | FRA                          | GBR                          | IRL                          | NOR                          | SUE                          | SUI                          | Certificações        | Álbum                 |
| ------------------------------------------------------------------------------------------- | ---- | ---------------------------- | ---------------------------- | ---------------------------- | ---------------------------- | ---------------------------- | ---------------------------- | ---------------------------- | ---------------------------- | ---------------------------- | ---------------------------- | ---------------------------- | -------------------- | --------------------- |
| "Nothing's Gonna Change My Love For You"                                                    | 1987 | 20                           | 12                           | 2                            | —                            | 12                           | 1                            | 1                            | 1                            | 2                            | 2                            | 8                            | - Music Canada: Ouro | Glenn Medeiros        |
| "Watching Over You"                                                                         | 1987 | —                            | —                            | —                            | —                            | 80                           | —                            | —                            | —                            | —                            | —                            | —                            |                      | Glenn Medeiros        |
| "Lonely Won't Leave Me Alone"                                                               | 1987 | —                            | —                            | —                            | —                            | 67                           | 13                           | —                            | —                            | —                            | —                            | —                            |                      | Glenn Medeiros        |
| "Pieces of My Dreams"                                                                       | 1988 | —                            | —                            | —                            | —                            | —                            | —                            | —                            | —                            | —                            | —                            | —                            |                      | Glenn Medeiros        |
| "Un Roman D'amitié"                                                                         | 1988 | —                            | —                            | 9                            | —                            | —                            | 1                            | —                            | —                            | —                            | —                            | —                            |                      | Not Me                |
| "Long and Lasting Love (Once in a Lifetime)"                                                | 1988 | 54                           | —                            | 4                            | —                            | 68                           | —                            | 42                           | 26                           | —                            | —                            | —                            |                      | Not Me                |
| "Never Get Enough of You"                                                                   | 1988 | —                            | —                            | 35                           | —                            | —                            | 38                           | —                            | —                            | —                            | —                            | —                            |                      | Not Me                |
| "Love Always Find a Reason"                                                                 | 1989 | —                            | —                            | 31                           | —                            | —                            | —                            | —                            | —                            | —                            | —                            | 5                            |                      | Not Me                |
| "She Ain't Worth It"                                                                        | 1990 | 15                           | —                            | 21                           | —                            | 1                            | —                            | 12                           | 9                            | —                            | —                            | —                            |                      | Glenn Medeiros (1990) |
| "All I'm Missing Is You"                                                                    | 1990 | 70                           | —                            | —                            | —                            | 32                           | —                            | —                            | —                            | —                            | —                            | —                            |                      | Glenn Medeiros (1990) |
| "Me - U = Blue"                                                                             | 1990 | —                            | —                            | —                            | —                            | 78                           | —                            | —                            | —                            | —                            | —                            | —                            |                      | Glenn Medeiros (1990) |
| "Doesn't Matter Mnymore"                                                                    | 1991 | —                            | —                            | —                            | —                            | —                            | —                            | —                            | —                            | —                            | —                            | —                            |                      | Glenn Medeiros (1990) |
| "—" denota uma gravação que não entrou na parada ou que não foi lançada naquele território. |      |                              |                              |                              |                              |                              |                              |                              |                              |                              |                              |                              |                      |                       |